# Andrew Lang (basket-ball)
Pour les articles homonymes, voir Andrew Lang et Lang.
Andrew Charles Lang Jr. (né le 28 juin 1966 à Pine Bluff, Arkansas) est un ancien joueur professionnel américain de basket-ball ayant notamment évolué en NBA au poste de pivot.

## Biographie
Après avoir passé sa carrière universitaire dans l'équipe des Razorbacks de l'Arkansas, il a été drafté en 28e position par les Suns de Phoenix lors de la Draft 1988 de la NBA. Durant les années 1990, il était l'un des meilleurs contreurs de la NBA.